# Шейдеман, Георгий Михайлович
Георгий Михайлович Шейдеман (1 февраля 1867 года, Санкт-Петербург — 22 июня 1940 года) — генерал-лейтенант Русской армии, краском, начальник артиллерии РККА.

## Биография
Православный. Из дворян.
Окончил Петровский Полтавский кадетский корпус (1884 году) и Михайловское артиллерийское училище (1885 год), откуда был выпущен подпоручиком в 8-ю артиллерийскую бригаду.
Воинские чины по годам присвоения: поручик (1889 год), штабс-капитан (1895 год), капитан (1890 год), подполковник (1905 год), полковник (1910 год), генерал-майор (1915 год), генерал-лейтенант (17 января 1917 года).
С 12 октября 1891 года состоял адъютантом начальника артиллерии 15-го армейского корпуса Русской армии ВС России.
В 1895 году окончил Николаевскую академию Генерального штаба по 1-му разряду. По окончании академии служил старшим офицером 1-й батареи 4-го мортирного полка.
Участвовал в русско-японской войне. Командир 7-й Восточно-Сибирской горной батареи. С отличием окончил Офицерскую артиллерийскую школу. Командир 1-го дивизиона 44-й артиллерийской бригады (1910—1912 годах).
27 октября 1912 года назначен командиром 21-го мортирного артиллерийского дивизиона, с которым вступил в Первую мировую войну. Командир 33-й артиллерийской бригады. Инспектор артиллерии 21-го армейского корпуса (02.09.1915 года).
С 31 мая 1916 года по конец 1916 года инспектор артиллерии 4-го армейского корпуса.
С 17 января 1917 года занимал должность инспектора артиллерии 5-й армии. Награждён Георгиевским оружием за отличие в должности командира 33-й артиллерийской бригады.
В период с 17 января по 5 июяня 1917 года командовал 48-м армейским корпусом (ТАОН).
С 1918 года служил в РККА, участвовал в реорганизации ТАОН, формировании артиллерийских частей, обеспечении их боеприпасами и подготовке командных кадров.
С 15 октября 1918 года по август 1921 года Инспектор артиллерии РККА. С 21 августа 1921 года — Начальник артиллерии РККА.
С 1922 года — Начальник бронесил РККА. С июня 1922 по апрель 1924 года — начальник Главного артиллерийского управления РККА.
Арестован в ноябре 1929 года, освобождён в феврале 1930 года. В дальнейшем проходил службу на командных должностях и занимался военно-научной работой.
Похоронен на Донском кладбище.
Брат – Сергей Михайлович Шейдеман.

## Награды
- Орден Святого Станислава 2-й ст. (1904)
- Орден Святой Анны 2-й ст. с мечами «за отличия, оказанные разновременно в делах против японцев» (1905)
- Орден Святого Владимира 4-й ст. с мечами и бантом (1905)
- Орден Святого Владимира 3-й ст. (1911)
- Орден Святого Станислава 1-й ст. с мечами (ВП 15.08.1916)
- Георгиевское оружие (ВП 21.11.1916)